# Além Paraíba
Além Paraíba est une municipalité brésilienne de l'État du Minas Gerais et de la microrégion de Cataguases.